# 多尔波花蟹蛛
多尔波花蟹蛛（学名：Xysticus dolpoensis）为蟹蛛科花蟹蛛属的动物。分布于尼泊尔以及中国大陆的青海、西藏、四川等地。该物种的模式产地在尼泊尔。